# جغد جیغ‌اره‌ای شمالی
جغد جیغ‌اره‌ای شمالی (نام علمی: Aegolius acadicus) نوعی از جغدان راستین است که بومی آمریکای شمالی است.
نام‌گذاری این جغد به خاطر شباهتی است که فریاد آن به صدای اره‌ای که تیز می‌کنند دارد.

## لانه‌سازی

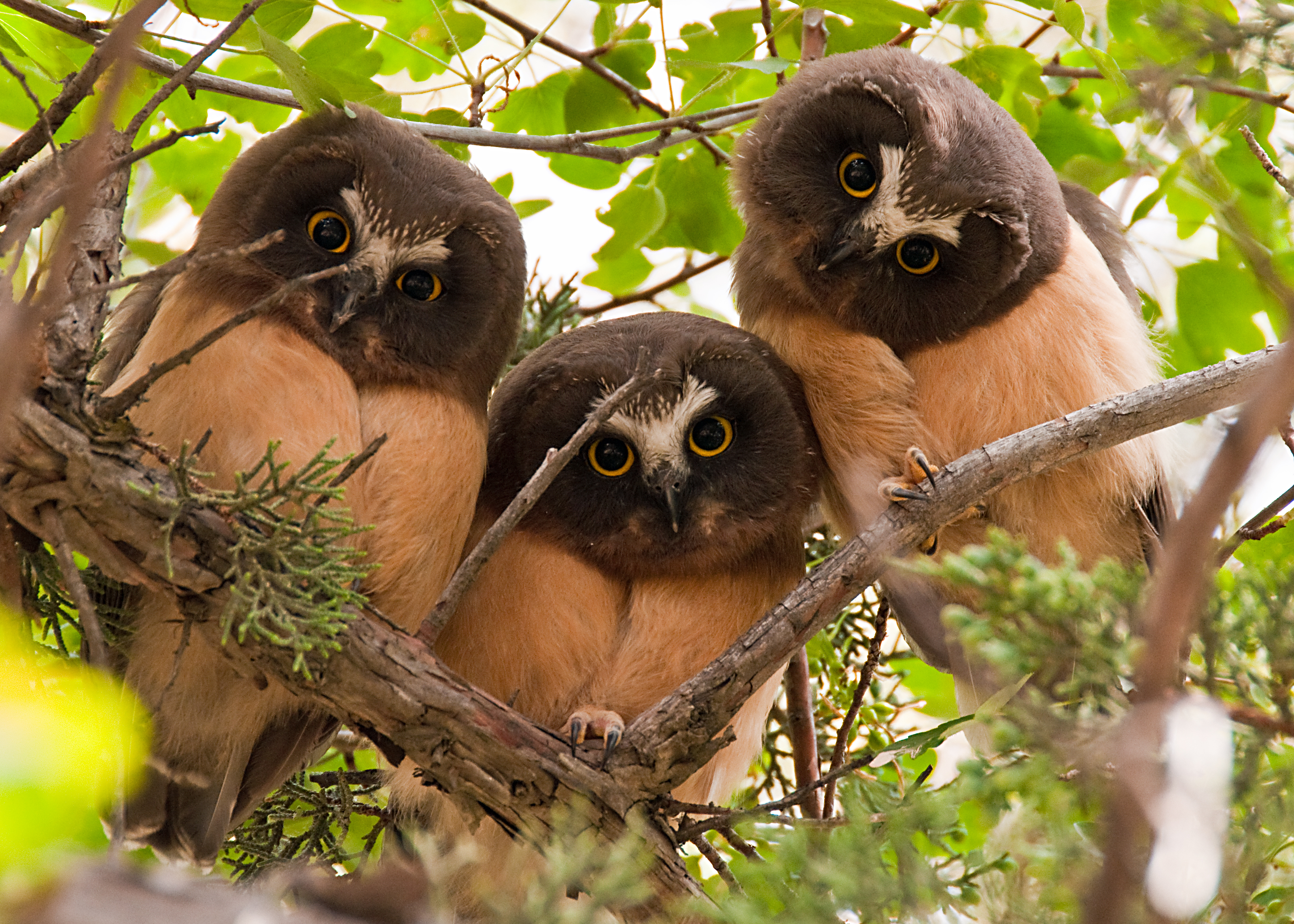
سه جغد جوان در اورگن